# Maria Remiezowicz

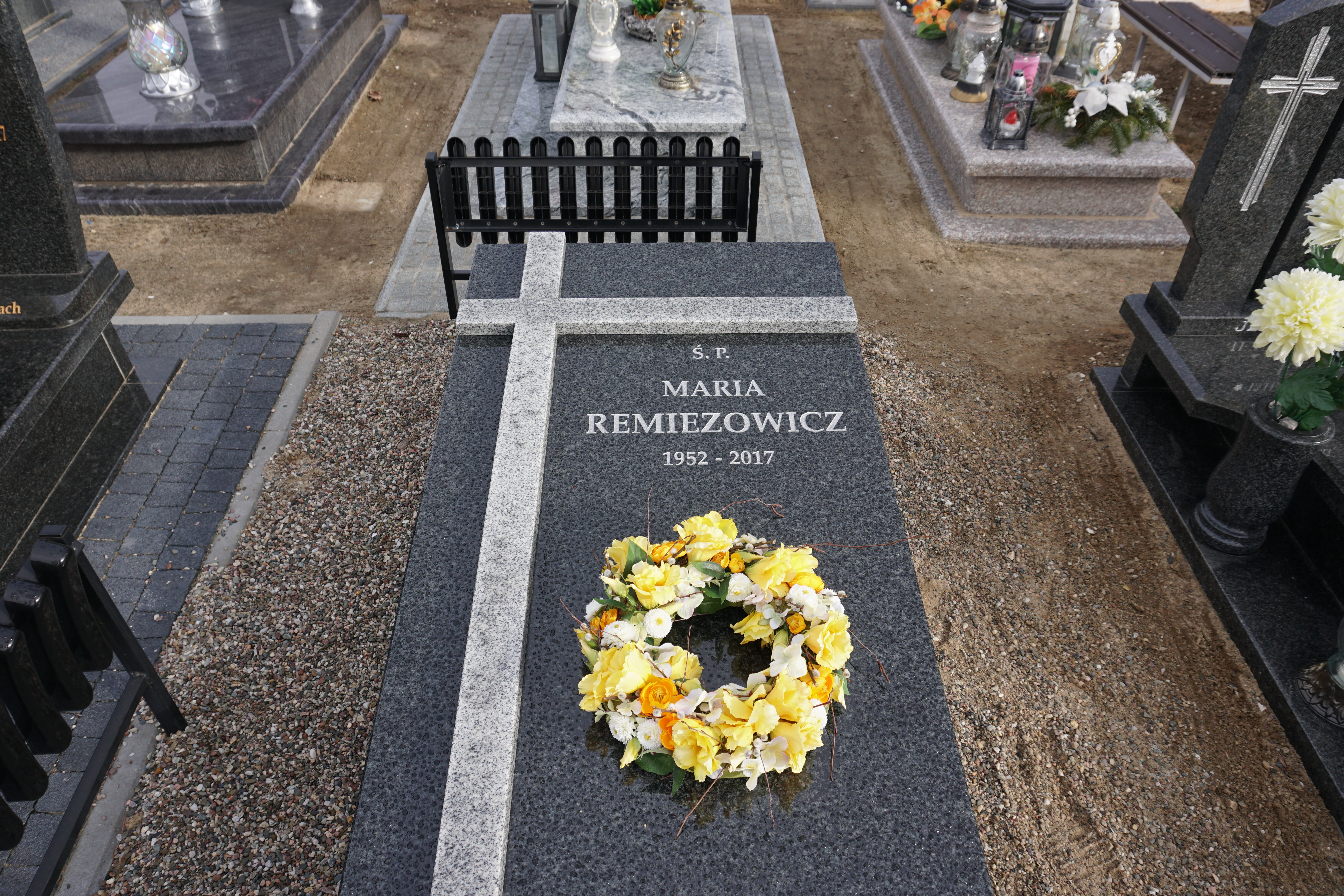
Grób Marii Remiezowicz na cmentarzu Miłostowo w Poznaniu

Maria Remiezowicz (ur. 7 kwietnia 1952, zm. 21 czerwca 2017 w Poznaniu) – polska urzędniczka sektora pomocy społecznej i działaczka samorządowa.

## Życiorys
Od 1971 zatrudniona w jednostkach administracji publicznej. W Wojewódzkim Szpitalu Zespolonym w Koninie pracowała jako kierowniczka Wojewódzkiego Ośrodka Opiekuna Społecznego. Następnie była dyrektorką Wojewódzkiego Zespołu Pomocy Społecznej w Koninie, a także dyrektorką Wydziału Spraw Społecznych w Wielkopolskim Urzędzie Wojewódzkim w Poznaniu. Od 1989 do 1990 była członkiem rządowego Zespołu ds. Reformy Pomocy Społecznej. Od 1991 do 1994 była przewodniczącą Rady Pomocy Społecznej przy Ministrze Pracy i Polityki Socjalnej. Od 2002 pozostawała na stanowisku dyrektorki Wydziału Zdrowia i Spraw Społecznych Urzędu Miasta Poznania. W tym samym roku została członkiem zarządu i wiceprezesem Wspólnoty Roboczej Związków Organizacji Socjalnych "WRZOS" w Warszawie. Od 2010 pozostawała też członkinią Rady Głównej tej organizacji. Od 2011 była również członkinią Rady Ekspertów Społecznych w The European Anti-Poverty Network. Kierowała zespołem ds. opieki medycznej i ratownictwa podczas przygotowań do Mistrzostw Europy w Piłce Nożnej EURO 2012 w Poznaniu. Koordynowała też prace przy budowie nowego oddziału zakaźnego w Poznaniu, jak również przy budowie i standaryzacji domów pomocy społecznej, doposażaniu szpitali i modernizacji żłobków. Wykładała na UAM w Poznaniu i Wyższej Szkole Zawodowej w Koninie. Była współzałożycielem i prezesem Fundacji SIC!, jak również Stowarzyszenia Wielkopolska Obywatelska.
Pochowana została na cmentarzu Miłostowo 26 czerwca 2017 (pole 51, kwatera 3).

## Odznaczenia
Odznaczona była Krzyżem Kawalerskim Orderu Odrodzenia Polski (2010) oraz złotym Medalem za Długoletnią Służbę (2014).